# ملعب لاركندال
ملعب لاركندال (بالنرويجية: Lerkendal Stadion‏) هو ملعب كرة قدم يقع في حي لاركندال بمدينة تروندهايم في النرويج. يعتبر الملعب الرئيسي لفريق روزنبورغ الذي يلعب في الدوري النرويجي الممتاز. ويتسع الملعب الذي افتتح في 10 أغسطس 1947، لحضور 21,116 متفرج، ويصبح بذلك ثاني أكبر ملعب من حيث السعة في النرويج.
وفي استفتاء قامت به رابطة اللاعبين النرويجية، وكان موجهاً لقادة الفرق التي تلعب في الدوريات الوطنية في البلاد، تم اختيار ملعب ليركندال كثاني أفضل ملعب في النرويج بعدما حصل على تقييم 4.4 من أصل 5 نقاط.

## وصلات خارجية
- صور جوية